# Jackline Chepngeno
Pour les articles homonymes, voir Chepngeno.
Jackline Chepngeno (née le 16 janvier 1993) est une athlète kényane spécialiste des courses de fond.

## Biographie
Elle remporte la médaille d'argent du 10 000 mètres lors des Championnats d'Afrique 2016, à Durban, devancée par sa compatriote Alice Aprot.

## Palmarès
| Date | Compétition                    | Lieu       | Résultat | Épreuve            | Temps           |
| ---- | ------------------------------ | ---------- | -------- | ------------------ | --------------- |
| 2009 | Championnats du monde de cross | Amman      | 3e       | Individuel junior  | 20 min 27 s     |
| 2009 | Championnats du monde de cross | Amman      | 2e       | Par équipes junior | 18 pts          |
| 2009 | Championnats du monde jeunesse | Bressanone | 2e       | 3 000 m            | 9 min 5 s 93    |
| 2016 | Championnats d'Afrique         | Durban     | 2e       | 10 000 m           | 31 min 27 s 73  |
| 2021 | Marathon d'Istanbul            | Istanbul   | 2e       | Marathon           | 2 h 24 min 21 s |

### Records
| Épreuve  | Performance    | Lieu   | Date         |
| -------- | -------------- | ------ | ------------ |
| 10 000 m | 31 min 27 s 73 | Durban | 25 juin 2016 |